# 劇場版 騎士龍戰隊龍裝者VS魯邦連者VS巡邏連者
《劇場版 騎士龍戰隊龍裝者VS魯邦連者VS巡邏連者》（日语：劇場版 騎士竜戦隊リュウソウジャーVSルパンレンジャーVSパトレンジャー），是日本《超級戰隊系列》於2020年推出的VS劇場版，其中包括《騎士龍戰隊龍裝者》和《快盜戰隊魯邦連者VS警察戰隊巡邏連者》的演員陣容。於2020年2月8日在日本影院上映。
日本當地同步上映《超級戰隊系列》的2部劇場版，並且命名為《超級戰隊MOVIE派對》，此外日本當地同步上映系列作《魔進戰隊煌輝者》的獨立劇場版《魔進戰隊煌輝者 EpisodeZERO》。

## 本作特色
- 本作一改過往《超級戰隊系列》的VS劇場版主題，亦是繼2017年上映以《超級戰隊祭》為主題的VS戰隊劇場版作品的《劇場版 動物戰隊獸王者 VS 忍忍者 來自未來的訊息 from 超級戰隊》後，首次改以《超級戰隊MOVIE派對》作為VS戰隊劇場版主題的《超級戰隊系列》劇場版作品。
- 本作為《騎士龍戰隊龍裝者》與《快盜戰隊魯邦連者VS警察戰隊巡邏連者》的聯動劇場版[1]，而且本作為首部沒有巨大戰的VS劇場版。
- 本作與《魔進戰隊煌輝者 EpisodeZERO》同樣兼為2020年代首兩部《超級戰隊系列》劇場版作品。[2]

## 故事概要
異世界犯罪者集團Gangler的殘黨，將Tiramigo和騎士龍們困在保險箱中，龍裝者與Gangler戰鬥，為了營救被抓走的騎士龍們，但是龍裝者對Gangler的力量完全不熟，所以Gangler以壓倒性的力量擊潰龍裝者，Gangler想要得到在保險箱中的騎士龍們的力量。
國際警察-圭一郎追捕飛羽（Towa）與萬羽（Bamba），將其帶回國際警察日本分部審訊，魁利與在戰鬥中受傷的向（Kou)合作。
隨著危機的逼近和被俘虜的騎士龍，三個超級戰隊出乎意料的相遇了，騎士、怪盜、警察紛紛感到混亂，並展開了激烈的戰鬥。

## 登場人物

### 《騎士龍戰隊龍裝者》
- 向 / 龍裝紅 -一之瀨颯

為天生擁有戰士才能的龍裝族青年。擁有旺盛好奇心、無所畏懼且開朗的性格。戰鬥時毫不畏懼，勇猛善戰。
劇情初期時因小事與搭檔暴龍爭執，結果不歡而散之際遇見了高尾諾爾。其後見證迦尼瑪・諾希亞迦魯達俘虜了搭檔暴龍後被打飛至魯邦大宅外而被魁利救回大宅內。
於第2次被擊倒後因眾人打算要犧牲騎士龍們而擊斃迦尼瑪・諾希亞迦魯達的決定感到憤怒而離家冷靜自己，但獲得魁利的安慰及鼓勵下重新振作。
於最後一戰與魯邦紅交換武器使用劍刃迴力鏢及剪刀護盾。後來利用諾爾開發的魯邦魂變身成魯邦紅後以另一部紅轉盤戰機及剪刀劍刃轉盤戰機兩機組解開前方中間囚禁搭檔暴龍的金庫。
於最後結局搭檔暴龍被救以後兩人和解，並得知魁利的真實名字。
- 諦人 / 龍裝藍 -綱啓永

龍裝族的藍髮少年騎士，性格方面亦不願認輸，只要見過一次就不會忘記。同樣，面對輸過一次的對手，就不會再輸第二次。話雖如此，但對於初次見到的事很怯弱，有時還會在實戰中靜觀戰況。
於迦尼瑪・諾希亞迦魯達俘虜了搭檔暴龍並被打敗後與明日奈及高尾諾爾回到龍井博士家中商討對策。
於最後一戰與魯邦藍交換武器使用魔術弓箭強化裝備。後來利用諾爾開發的魯邦魂變身成魯邦藍後以兩部藍轉盤戰機機組解開前方左邊囚禁厚頭袋鼠父子的金庫。
於最後結局本來想把魯邦魂交還給諾爾，但諾爾拒絕，並表示這是禮尚往來之禮送給阿向他們三人的紀念品。
- 明日奈 / 龍裝粉紅 -尾碕真花

於龍裝族中一個高貴的家庭出身，擁有能夠看穿事物本質的直感，卻不太會看發言的時機，有時還會有誤打誤撞的好運氣。
於迦尼瑪・諾希亞迦魯達俘虜了搭檔暴龍並被打敗後與明日奈及高尾諾爾回到龍井博士家中商討對策。
於第2次被擊倒後代阿乙將當年亞爾賽奴·魯邦留給龍裝族的魯邦珍藏交還給諾爾。
於最後一戰與巡邏連3號交換武器使用扳機機械吊車強化裝備。後來利用諾爾開發的魯邦魂變身成魯邦黃後以兩部黃轉盤戰機機組解開前方右邊囚禁火山劍龍的金庫。
於最後結局因表示肚餓而獲透真邀請嘗試他的手藝，怎料她竟提出想吃麻婆豆腐，導致透真只好硬著頭皮答應她。
- 飛羽 / 龍裝綠 -小原唯和

在速度方面不輸給任何人，但由於他是個溫柔的平和主義者，所以不太能百分百發揮自身的能力。仰慕著作為哥哥的萬羽，只要是哥哥的話都會聽進去。
於迦尼瑪・諾希亞迦魯達俘虜了搭檔暴龍並被打敗後與萬羽追捕負恐獸，但兩人追入市區時因仍然手持龍裝劍而遭巡經現場的陽川咲也拘捕。於萬羽逃跑後似乎因為與咲也交代了事情始末而兩人一同與圭一郎等人會合
於最後一戰因超級巡邏連2號意外解除強化變身，故此接手使用警報前鋒變身成超級龍裝綠，但因強化裝甲太重的關係，故此在萬羽對他使用了輕龍魂後才能得心應手的使用此強化裝備。
於最後結局挖苦了被搭檔暴龍的尾巴撞倒的咲也。
- 萬羽 / 龍裝黑 -岸田達也

作為戰士很有實力，因為他不太會表露出感情，所以就算是面對最重要的弟弟．飛羽也不怎麼親切。
於迦尼瑪・諾希亞迦魯達俘虜了搭檔暴龍並被打敗後與飛羽追捕負恐獸，但兩人追入市區時因仍然手持龍裝劍而遭巡經現場的朝加圭一郎拘捕。於龍裝金及巡邏連3號與負恐獸交戰時打傷了圭一郎並帶著自己的龍裝劍逃跑了，並在與金瀧會合後通知他國王滄龍被虜一事，結果被追出來的圭一郎提出暫時時的戰略合作協助救出騎士龍。
於第2次被擊倒後表示已作好最壞打算要犧牲騎士龍們而擊斃迦尼瑪・諾希亞迦魯達。
於最後一戰向超級龍裝綠使用輕龍魂以減輕強化裝甲帶來的重量。
於最後結局因圭一郎表示其實仍未決定如何處置他們兄弟倆而準備再將兩人帶回總部，結果兩人關係又開始僵起來。
- 金瀧 / 龍裝金 -兵頭功海

海之龍裝族後裔。為了族裔下代而一直進行著求偶活動以覓得良偶，但似乎都是失敗居多。性格跟萬羽比較近似。
初登場時因為將乙姬不想要的薯豬仔鑰匙扣送給明神司紗而邂逅了她，兩人其後前往附近的咖啡店約會時意外巧遇宵町透真，結果誤以為他們兩人為情侶關係，甚至向透真表示他已經與司紗訂婚。就在司紗想澄清誤會時因負恐獸襲擊咖啡店而變身成龍裝金迎擊負恐獸，直到萬羽、圭一郎、飛羽及咲也會合時得知司紗的國際警察身份。
於最後一戰與魯邦X交換武器使用X聖杖長劍。
於最後結局一如本篇的情節一樣遭司紗拒絕，故此他看見初美花而準備轉移目標，結果就遭咲也阻止。

### 《快盜戰隊魯邦連者》
- 夜野魁利 / 魯邦紅 -伊藤明日陽

雖然乍看之下感覺輕浮，但其實膽大無畏，且不從外表來判斷一切的人。很喜歡隨意地捏初美花的臉蛋跟鼻子。
不愛煩惱，無論什麽事也都能當機立斷，發生失誤時，會以迅速轉換來補足，不喜歡戰鬥，但下定決心之時，對敵人毫不手軟。口頭禪為「下達預告」。
於BISTROT Jurer工作時主要負責出門採購食材及物資，偶而也會兼任主廚或侍應的工作，但平常都是趁機偷懶居多，也因此常被初美花抱怨。現時因BISTROT Jurer停業而一直留在魯邦大宅並以私家偵探作為新的隱瞞身份。
於初登場時救回昏迷的阿向並以阿魁這假名作出自我介紹，但於阿向醒後兩人一直爭奪著龍裝劍，並在聽說了阿向與拍檔暴龍吵架後搭檔暴龍被俘虜的事後似乎想起了當年他哥哥曾經被俘虜的經歷，因而協助阿向救回所有被虜的騎士龍。
於最後一戰將劍刃迴力鏢及剪刀護盾交給龍裝紅以及將扳機機械灑水交給巡邏連1號使用後自己改用魯邦麥格林作為戰鬥武器。並以紅轉盤戰機及魔術轉盤戰機機組解開後方右邊囚禁國王滄龍的金庫。
於最後結局向阿向坦白表示自己的真實名字。
- 宵町透真 / 魯邦藍 -濱正悟

為人冷酷且腹黑，經常用平淡的語氣説出狠毒的話語，以若無其事的樣子作出危險的行動。
每當涉及到跟Gangler有關的事情時，就會渾然忘我，只在意眼前之事而沒注意到周圍一切。
在BISTROT Jurer工作時主要負責擔任廚師。現時因BISTROT Jurer停業而自己另起爐灶而開設新的咖啡店，因而意外重遇明神司紗。
根據司紗的對話得知透真已經有一段時間沒回家陪伴自己的妻子大平彩，並因得知司紗與金瀧「訂婚」一事而送上祝賀。就在司紗想澄清誤會時負恐獸襲擊了咖啡店，並在得知目標是自己時留下司紗兩人協助掩護他逃跑，並跑到廢墟中與追截而來的德倫兵交戰過後與初美花及乙姬會合。
於最後一戰與龍裝藍交換武器使用已插入長龍魂的龍裝劍，並將自己的藍轉盤戰機交給龍裝藍解開金庫用。
於最後結局邀請明日奈嘗試他的手藝，怎料明日奈提出想吃麻婆豆腐後只好硬著頭皮答應她。
- 早見初美花 / 魯邦黃 -工藤遙

作為不可思議的妹系時尚之女，雖然我行我素，但其實行事起來最有效率又踏實。
在BISTROT Jurer工作時主要負責擔任店內的侍應工作。現時因BISTROT Jurer停業而回到大學繼續完成學業。
於書店買完書後幫助了意外跌倒的乙姬，但因為這時被克雷翁追殺而被乙姬帶到廢墟中暫避並與德倫兵進行交戰過後兩人與透真會合。
於最後一戰利用勝利前鋒變身成超級魯邦黃，並將自己的黃轉盤戰機交給龍裝粉紅解開金庫用。
於最後結局因聽見咲也為阻止金瀧追求她而出面表示她是咲也的人後吐槽自己其實還沒答應咲也。

### 《警察戰隊巡邏連者》
- 朝加圭一郎 / 巡邏連1號 -結木滉星

為人真誠、熱血又認真，以「零犯罪」為首要目標，絕不容許壞事的發生。而且一旦抓狂起來的話，只得司1人才能安撫他。
貫徹到底；同時也對Gangler及與自己對應的快盜戰隊徹底地否定，所以對後輩咲也認同快盜戰隊的英雄行為的態度相當不認同並對他斥責。
於市區進行巡邏期間拘捕了手持龍裝劍的萬羽，並且因威逼萬羽招供不成而對他感到十分憤怒。就在他得知司紗與負恐獸交戰時被萬羽擊倒並逃跑而追截他，因而意外與金瀧及司紗會合，更聽見萬羽提及了有金庫的怪物而改變態度向萬羽提出暫時休戰並達成臨時的戰略合作協助救回騎士龍。
於第2次被擊倒後收到Jim Carter通知因上峰對飛羽及萬羽逃走一事問責而暫時回局。
於最後一戰與龍裝紅交換武器使用已插入怒龍魂的龍裝劍。
於最後結局向萬羽表示其實仍未決定如何處置他們兄弟倆而準備再將兩人帶回總部，結果兩人關係又開始僵起來。
- 陽川咲也 / 巡邏連2號 -橫山涼

在訓練生時期非常崇拜已加入特殊戰力部隊的圭一郎及司紗兩人，曾因自己當時成績墊底而有過放棄的想法，但在圭一郎及司紗的鼓勵下完成訓練並成功加入特殊戰力部隊。
為人開朗，老實又優柔寡斷，被稱贊時為激發其戰意會囂張起來，雖然對初美花有好感，但他過於直白的表達行為讓初美花招架不住。
射擊技術非常出眾，即使不理解作戰目的和手段也能夠如期行動。
於市區進行巡邏期間拘捕了手持龍裝劍的飛羽，儘管相比起圭一郎他更想以懷柔的方式向飛羽招供，但不獲對方要領。後來似乎飛羽於萬羽逃跑後向咲也說出實情而兩人一同跑出來勸說萬羽接受合作請求。
於第2次被擊倒後收到Jim Carter通知因上峰對飛羽及萬羽逃走一事問責而暫時回局。
於最後一戰利用警報前鋒變身成超級巡邏連2號，但因為炮火的後勁導致自己反被炸飛及解除強化變身，故此交給龍裝綠變身使用。
於最後結局為了阻止金瀧追求初美花而出面表示初美花是她的。
- 明神司紗 / 巡邏連3號 -奧山和紗

雖然為人直率爽朗、氣勢剛強，說話用詞方面亦較為男性化，卻非常喜歡可愛的東西，例如布偶，但為了維持自身形象而不會在人前表現出來，同時喜好的品味相當怪異。
與圭一郎為國際警察學校的同期生，兩人有著不解之緣，非其本意卻不知不覺地照顧他人。對快盜戰隊採取中立的立場。
擁有良好的觀察能力，每次魁利等人尋找Gangler時均能首先發現其在現場。雖然察覺到魁利等人的身份並非普通人，但因為沒有實際證據而沒有將魁利等人的事告訴隊友。
於本作中她正在休假中，並於扭蛋機店不停的玩扭蛋機以扭出她最愛的薯豬仔鑰匙扣。就在她扭不到時因而遇見了金瀧並獲對方送了1枚薯豬仔鑰匙扣。
後來於咖啡店意外重遇身為店主的宵野透真，甚至被金浪向透真表示她們已訂婚。就在她想澄清誤會時因負恐獸襲擊咖啡店而變身成巡邏連3號協助擋住負恐獸，並在與圭一郎等人會合後向飛羽、萬羽及金瀧3人表露身份。
於第2次被擊倒後收到Jim Carter通知因上峰對飛羽及萬羽逃走一事問責而暫時回局。
於最後一戰與龍裝粉紅交換武器使用已插入猛龍魂的龍裝劍。
於最後結局正式拒絕金瀧的追求。

### 魯邦X / 巡邏連X
- 高尾諾爾 / 魯邦X / 巡邏連X -元木聖也

遊走於快盜或警察兩方陣營之間的青年戰士。
喜愛甜食或蝸牛，尤其是草莓蛋糕；在戰鬥或平常的同時經常會來個騰空翻的動作，亦且其竊取手段也極端地高強；而且也會隨著自己的意願變身成力量型的魯邦X或是速度型的巡邏連X來幫助兩方的戰隊。
其真實身份為來自法國巴黎的魯邦家族侍奉者之一，同時為負責改造魯邦珍藏的工程師，與小暮和Gooty之間有過一段交情。
雖然與魯邦連者同樣身為快盜，但同時為國際警察法國本部的潛入搜查官，對巡邏連者陣營來說他可是當初唯一一個知道魯邦連者真正身份之人。
於本劇場版他雖然未有穿過國際警察制服，但他表示他仍然任職國際警察。於試圖破解迦尼瑪・諾希亞迦魯達其中1個金庫時因破解失敗而被擊倒，後被諦人及明日奈帶回龍井博士家中商討對策。於等待魁利三人集結時因龍裝者們即將擊斃已升級為黃金金庫的迦尼瑪・諾希亞迦魯達而變成巡邏連X阻止眾人，並表示一定要先救出騎士龍後才可擊斃迦尼瑪・諾希亞迦魯達。
於第2次被擊倒後向眾人宣布已無法完全打開迦尼瑪・諾希亞迦魯達身上所有金庫以救出騎士龍。其後他收下明日奈交出來的魯邦珍藏後想起他手上的待用龍裝魂，而想出將3色轉盤戰機的力量注入到3個龍裝魂，從而變成令魯邦連者多出3人而能補上最後兩個轉盤機組空缺。
於最後一戰與龍裝金交換武器使用猛者刃。並以旋風轉盤戰機機組以及自己的解碼手機解開後方左邊囚禁冰蛋的金庫。
於最後結局拒絕諦仁交還魯邦魂的請求，並表示這是禮尚往來之禮送給阿向他們三人的紀念品。

### 其他相關角色
- 小暮先生（コグレさん）

第一人稱「私」，侍奉著稀世之大快盗——「亞爾賽奴·魯邦」後裔的神秘管家。起初創立BISTROT Jurer並以店主身份作為掩護。
其行蹤難以捉摸，甚至還會神不知鬼不觉地出現在魯邦連者面前，本身的變裝能力相當高超。
乍看雖溫和敦厚，但其眼內並無見任何笑容。
於本劇場版未有直接登場，僅以短訊方式通知魁利龍裝劍的驗證結果。
- 吉姆・卡特 Jim Carter（ジム・カーター）（釘宮理惠[21] 聲+野川瑞穗皮套演出）

第一人稱「私」，國際特別警察機構日本分部所屬的事務用機器人，利用數據庫蒐集相關資料來支援巡邏連者，每當事件發生時，頭上的燈就會閃爍。
外表很可愛，但嘴巴相當地毒舌。如果工作上受到挫敗時更會胡言亂語的鬧脾氣。
於本劇場版中通知圭一郎等人有關迦尼瑪・諾希亞迦魯達及獅鷲負恐獸動態。
大平彩（大平彩）
透真的戀人，兩人之間已有婚約，甚至在一年前的事件發生之前，兩人相約到婚紗店看婚紗，而透真為了讓她吃到一桌好菜而自學廚藝。
其後獲小暮先生及諾爾招攬短暫成為二代魯邦藍，找出頭獎前鋒以救出被困金庫內的透真，成功後與其團聚並卸下快盜身份。
於本劇場版未有直接登場，只限透真與司紗的對話中提及她已經與透真已有一段時間沒有見面。
一之瀬詩穗（一ノ瀬詩穂）
初美花的閨蜜好友，兩人在小學的時候就認識了，並在初美花因服裝的關係而遭到其他同學譏諷時挺身而出支持。另外很怕鬼屋裡的鬼怪。
同時也是個新人漫畫家，在一年前的事件發生前，她所投稿的漫畫被選上，並在漫畫雜誌中正式刊載。
其後獲小暮先生及諾爾招攬短暫成為二代魯邦黃，找出頭獎前鋒以救出被困金庫內的初美花，成功後與其團聚並卸下快盜身份。
於本劇場版未有直接登場，而且她已發布了新的漫畫作品。
亞森·魯邦 Arsene Lupin（アルセーヌ・ルパン）
稀世之大快盜，也是魯邦珍藏的最初持有者。
過去在Gangler所在的異世界中取得珍藏，之後陸續地將部份珍藏改造成人類可使用的型式。
於本劇場版未有直接登場，於本作中得知在他的快盜生涯中曾與當時的龍裝族某族人結成好友而交換過信物，故此高尾諾爾尋訪龍裝族以尋找當時亞爾賽奴·魯邦留給龍裝族的魯邦珍藏，而且這亦是高尾諾爾起初擁有3個未刻劃的龍裝魂的原因。
乙姬（オト）（田牧空飾 ／香港CV：陳皓宜）
金浪的妹妹，123歲，同樣為海底龍裝族的後裔，喜歡諦人。
於書店買了一之瀬詩穗的新作品跟有關亞森·魯邦的書籍跟明日奈的委託物去找明日奈跟諦人時不慎跌倒，但被在書店中因看到乙姬買了好友的新作品而好奇跟隨著的初美花出手幫助。後來克雷昂追殺初美花時揍了克雷昂的臉並一同逃往廢墟，並見證了初美花及透真兩人英勇的戰鬥及退場身影。
於眾人第2次被擊倒後於金浪口中得知眾人準備犧牲騎士龍們擊斃迦尼瑪・諾希亞迦魯達並因有太多未說的話未告訴國王滄龍而痛哭起來。其後再沒有出場過。

### 敵方角色
- 迦尼瑪・諾希亞迦魯達 Ganima・Noshiagaruda （ガニマ・ノシアガルダ）（大塚明夫聲+村岡弘之皮套演出）

身高：199cm
體重：219kg
犯罪記錄：囚禁騎士龍
犯罪技：
魯邦珍藏：無
偽裝身份：無
金庫位置（密碼）：胸部右臂左臂背部背部
犯罪者集團Gangler的怪人，以殘黨身份現身，但由於當時他被囚禁中，故此被克雷昂以他想被釋放而產生的負面情緒而被利用成為獅鷲負恐獸的宿主。
曾經被葛修・露・梅鐸改造手術過胸部3個、背部2個總共有5個金庫，具有跟實驗體一樣被特殊分類為「五重位階（ステイタス・クインティプル）」的特殊體，而且起初為普通金庫，之後藉由騎士龍的力量將自身原本的普通金庫進階成黃金金庫，並被分類為「黃金五重位階（ステイタス・クインティプル・ゴールド）」的最強特殊體。
於被釋放後抓住了搭檔暴龍、火山異齒龍、國王滄龍、厚頭袋鼠父子及冰蛋，並分別囚禁於5個金庫內以利用牠們的力量毀滅世界。於劇情後期利用了搭檔暴龍的力量而導致5個金庫全部升級為黃金金庫，並再次擊倒眾人。
於最後被龍裝者、魯邦連者及巡邏連者三大戰隊合力壓制並打開金庫救出騎士龍後，被眾人的合體技給擊倒。
- 獅鷲負恐獸 Griffon Minosaur（グリフォンマイナソー）

屬性： 鳥獸型魔物
分類： Gangler目獅鷲科
宿主： 迦尼瑪・諾希亞迦魯達
身高： 197cm
體重： 272kg
分布： 寶藏的下落
經驗值： 940
狀態：掌管幻獸「獅鷲」傳說的負恐獸。利用雙手的劍以及飛行特性而擁有強勁的空陸兩戰能力，憤怒的嘶吼著寶藏啊！意圖搶奪所有可解開金庫的轉盤戰機。
機密：1.德魯伊東族的負恐獸，自Gangler的怪人迦尼瑪・諾希亞迦魯達所誕生。
2.於最後被龍裝者、魯邦連者及巡邏連者三大戰隊給合力殲滅。
- 克雷翁 Cleon（クレオン）（白石涼子聲+ 神尾直子皮套演出 ／香港CV：陸惠玲）

屬性： 史萊姆型魔物
分類： 蕈目克雷昂科
身高： 178cm
體重： 267kg
分布： 歡樂的職場
經驗值： 900
狀態：擁有凝膠狀的身體，算是德魯伊東族的幹部。通過喝自己的體液，可以從人類和物質中誕生出負恐獸。給予500分、盡情歡笑、被職權騷擾、睡在地下、被期待成為最高幹部、一心致力於各種德魯伊東族的作戰。
機密：1.為凝膠狀的身體，不是真正的肉體，因此為不死之身。
2.實際上並非德魯伊東族的人，而是來自別的星球
別譯名為蠟梅昂、克雷翁。
協助德魯伊東族的宇宙人，外型有如毒蘑菇，身體能化成綠色液體行動及躲避任何攻擊。戰鬥力差幾乎很少與龍裝者戰鬥。
負責幫助德魯伊東族的幹部們及誕生出負恐獸的工作，經常尊稱德魯伊東族的幹部們為「（名字）大人」，另外他還知道德魯伊東族的幹部們的能力。
擁有利用自身毒液從人類或物質的負面情緒中誕生出負恐獸的特殊能力。
專用武器為短叉。
於劇情開始時因想要找地方偷懶，意外地發現被囚禁的迦尼瑪・諾希亞迦魯達，在好奇其負面情緒能創造什麼的情況，利用他創造出了獅鷲負恐獸。後來發現他在與龍裝者戰鬥中所展現的強大戰鬥力以及成為宿主後肉體及精神狀態不見異樣後，為求自己有好發展而向其投靠並稱做自己現已成Gangler的一員，並獲委託搶奪魯邦寶藏的任務而追殺初美花，結果不但發現初美花時被阿乙揍了一拳於臉上，而且追截到廢墟中更被初美花及透真踢飛。
於迦尼瑪・諾希亞迦魯達的金庫全被打開及救走了所有騎士龍後，感覺情勢已經不對的情況下快速退出Gangler並烙跑離去。
- 波達曼 Podaman（ポーダマン）

犯罪者集團Gangler的雜兵，負責協助怪人們到處犯罪和戰鬥，同樣能以人類外皮的樣貌行動。
使用武器為銃和劍。
- 德倫兵 Drunn Soldiers（ドルン兵）

德魯伊東族的雜兵，德魯伊東族的戰鬥員。
使用武器為長矛和盾牌，槍頭能發射出紫色能量彈，經常將盾牌安插在背部。

## 裝備 • 戰力 • 道具
- 魯邦魂（ルパンソウル，Lupin Soul）

高尾諾爾透過X變身器將紅、藍、黃三台轉盤戰機內的魯邦連者力量注入亞森・魯邦所收藏的三枚起始龍裝魂後所製造的特殊龍裝魂。
此龍裝魂的能力為讓使用者變身成魯邦連者，同時因變身成魯邦連者的關係，而擁有其變身道具的轉盤戰機。
是高尾諾爾為了破解迦尼瑪・諾希亞迦魯達身上的黃金五重位階金庫而想出來的解套手段。

## 演員

### 騎士龍戰隊龍裝者演員
- 向 / 龍裝紅（聲） - 一之瀨颯
- 諦仁 / 龍裝藍（聲） - 綱啓永
- 明日奈 / 龍裝粉紅（聲） - 尾碕真花
- 飛羽 / 龍裝綠（聲） - 小原唯和
- 萬羽 / 龍裝黑（聲） - 岸田達也
- 金瀧 / 龍裝金（聲） - 兵頭功海
- 乙姬 - 田牧空

### 快盜戰隊魯邦連者VS警察戰隊巡邏連者演員
- 夜野魁利 / 魯邦紅（聲） - 伊藤明日陽
- 宵町透真 / 魯邦藍（聲） - 濱正悟
- 早見初美花 / 魯邦黃（聲） - 工藤遙
- 朝加圭一郎 / 巡邏連1號（聲） - 結木滉星
- 陽川咲也 / 巡邏連2號（聲） - 橫山涼
- 明神司紗 / 巡邏連3號（聲） - 奧山和紗
- 高尾諾爾 / 魯邦X / 巡邏連X（聲） - 元木聖也

### 配音演出
- 克雷翁 - 白石涼子
- 搭檔暴龍 - 寺杣昌紀
- 國王滄龍 - 竹內良太
- 火山劍龍 - 高木涉
- 小不點袋鼠 - M•A•O
- 冰雪翼龍 - 草尾毅
- 吉姆•卡特 - 釘宮理惠

## 製作團隊
- 原作 - 八手三郎
- 劇本 - 香村純子、荒川稔久
- 導演 - 渡邊勝也
- 音樂 - 吉川清之、高木洋
- 動作導演 - 福澤博文
- 特攝導演 - 佛田洋（特攝研究所）
- 發行 - 東映

## 外部連結
- 『劇場版 騎士龍戰隊龍裝者VS魯邦連者VS巡邏連者 ／ 魔進戰隊煌輝者 EpisodeZERO』超級戰隊電影派對 （页面存档备份，存于）